# Luis Barraquer Roviralta

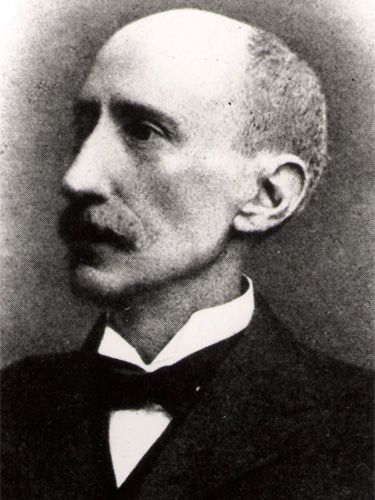
Luis Barraquer Roviralta

Luis Barraquer Roviralta (ur. 4 czerwca 1855 w Barcelonie, zm. 12 października 1928 w Sant Climent de Llobregat) – hiszpański neurolog. 
Uważany jest za ojca hiszpańskiej neurologii. W 1882 założył Katalońską Szkołę Neurologii przy szpitalu św. Krzyża (Hospital de la Santa Creu), najstarszym szpitalu w Barcelonie. Badania nad użyciem prądu w diagnozie i leczeniu chorób przysporzyły mu przydomek Doctor de Pilas - "doktor od baterii". Zajmował się schorzeniami obwodowego układu nerwowego i leczeniem wiądu rdzenia. W 1907 opisał zespół postępującej lipodystrofii (zespół Barraquera albo zespół Barraquera-Simonsa), ponadto przedstawił opis odruchu znanego dziś jako odruch Barraquera. Jego syn Luis Barraquer Ferré (1887-1959) również został lekarzem i współpracownikiem ojca. Brat Lluisa Barraquera Roviralty, Jose Antonio Barraquer Roviralta (1852-1924) oraz jego syn Ignacio Barraquer Barraquer (1884-1965) byli oftalmologami.